# South Africa International 2006
Die South Africa International 2006 im Badminton fanden im Juni 2006 in Pretoria statt.

## Sieger
| Disziplin    | Sieger                         |
| ------------ | ------------------------------ |
| Herreneinzel | Richard Vaughan                |
| Dameneinzel  | Trupti Murgunde                |
| Herrendoppel | Dorian James Willem Viljoen    |
| Damendoppel  | Chantal Botts Michelle Edwards |
| Mixed        | Dorian James Michelle Edwards  |